# HD 36876
HD 36876，又名CP-64 452，SAO 249297、HR 1882，是一颗恒星，视星等为6.19，位于銀經273.48，銀緯-33.04，其B1900.0坐标为赤經5h 29m 39.7s，赤緯-64° -33.04′ 8″。